# Котляревський Петро Степанович
Петро Степанович Котляре́вський (12 (23) червня 1782, с. Вільхуватка Куп'янського повіту Харківської губернії — 21 жовтня (2 листопада) 1852) —  російський генерал від інфантерії українського походження, завойовник території сучасного Азербайджану.

## Життєпис
Народився 23 червня 1782 року в селі Вільхуватка Куп'янського повіту Воронізького намісництва. Представник української шляхти з роду Котляревських. Син сільського священика, призначався до духовного звання, навчався в Харківському духовному училищі, але майже випадково був записаний до піхотного полку. Взимку 1792 року їх будинок в Вільхуватці відвідав, ховаючись в дорозі від бурану, підполковник Лазарєв Іван Петрович, який служив на Кавказі, і через рік, домігшись згоди батька, він викликав 11-річного хлопчика до себе в Моздок. Хлопчик став рядовим Кубанського єгерського корпусу. Лазарєв дбав про його навчання та військову освіту. У 1796 року, в віці 14 років, брав участь в штурмі Дербента під час російсько-перської війни, що відбулася в кінці царювання 
імператриці Катерини II.
У 17 років отримав звання офіцера, був призначений ад'ютантом до Лазарева, тоді вже генерал-майора і шефа 17-го єгерського полку. Після трагічної загибелі Лазарєва (був зарізаний в покоях цариці Маріам), командувачем російських військ на Кавказі став князь Ціціанов, який запропонував Котляревському бути у нього ад'ютантом. Котляревський надав перевагу армійській службі й був направлений командувати ротою в 17-й Єгерський полк. Він швидко прославився рядом блискучих подвигів під час війни на Закавказзі, особливо перемогами у червні та липні 1810 року у битві біля фортеці Мігрі та на річці Аракс відповідно, штурмом фортець Ленкорань та Ахалкалакі у грудні 1810 року, перемогою над удесятеро сильнішим перським військом в битві при Асландузі 1812 року і  За операцію при Ахалкалакі Петро Котляревський отримав чин генерал-майора, а за штурм Ленкорані був нагороджений орденом Святого Георгія 2-го ступеню. Під час того штурму генерал був поранений трьома кулями і змушений покинути військову службу.
Був одружений з Варварою Іванівною Енохіною (1799—1818), яка померла від важких пологів.
Після відставки Котляревський оселився в селі Олександрове біля Бахмута, де у 1822—1829 рр. побудував храм Святого Георгія. Часто жив у Феодосії, де познайомився з художником Іваном Айвазовським, який спроектував його усипальницю на горі Мітрідат. 1826 року Микола I надав Петру Степановичу чин генерала від інфантерії і запропонував посаду головнокомандувача на Кавказі в новій війні з Персією і Туреччиною, але Котляревський через важкі рани відмовився.
Помер 2 листопада 1852 року, похований у Феодосії; могила не збереглася.

## Нагороди
- Орден святої Анни 3-го ступеня — за мужність під час штурму Гянджі
- Орден Святого Георгія 4-го ступеня — за перемогу при Мігрі. На початку 1810 року перси вторглися в Карабах. Назустріч їм був посланий Котляревський з наказом взяти фортеці Мігрі і Гюняй, встановивши кордон по річці Аракс.
- Орден святого Георгія 3-го ступеня — за перемогу при Асландузі
- Орден святого Георгія 2-го ступеня — за штурм Ленкорані, після цієї перемоги Котляревського перси змушені були піти на укладення сприятливого для Росії Гюлістанского миру[5].

## Вшанування пам'яті
Петра Котляревського часто називали «генералом-метеором» і «кавказьким Суворовим».
- Ще за життя Котляревського князь М. С. Воронцов поставив йому пам'ятник в Гянджі — на тому самому місці, де «генерал-метеор» в юності пролив свою першу кров.
- У знаменитій поемі «Кавказький бранець»[6] Олександр Пушкін присвячує Петру Котляревському такі рядки:

| Тебя я воспою, герой, О Котляревский, бич Кавказа! Куда ни мчался ты грозой — Твой ход, как черная зараза, Губил, ничтожил племена... Ты днесь покинул саблю мести, Тебя не радует война; Скучая миром, в язвах чести, Вкушаешь праздный ты покой И тишину домашних долов... » |
- 11 червня 2013 року на території санаторію МО України в Феодосії, на тому місці, де колись стояв будинок «Добрий притулок», в якому майже 30 років жив Котляревський, було відкрито пам'ятну дошку герою кавказької війни 1804—1813 років[7][8] Це перша пам'ятна дошка генералу на території колишньої Російської імперії.
- 28 листопада 2020 у Феодосії, напроти дачі Мілос, відкрито кінний пам'ятник Петру Котляревському[ru], скульптор Андрій Коробцов[ru].
- У Кабардино-Балкарії на честь генерала названа станиця — Котляревська, у якій в 1849 році збудовано церкву святого Петра Афонського, на честь генерала Петра Степановича Котляревського[9].